# Harvardöarna
Harvardöarna är en liten ögrupp i kommunen Qaasuitsup på Grönland. Ögruppen består främst av två öar och ligger cirka 7 mil öster om orten Qaanaaq. På den största  ön finns byn Qeqertat som endast har ett tjugotal invånare, och saknar elektricitet såväl som mobiltäckning. 